# Tanya Harding
Tanya Victoria Harding (* 23. Januar 1972 in Brisbane, Queensland) ist eine ehemalige australische Softballspielerin. Sie gewann eine Silbermedaille und drei Bronzemedaillen bei Olympischen Spielen.

## Karriere
Tanya Harding wuchs als jüngstes von fünf Kindern in einem Arbeitervorort von Brisbane auf. Nach ihrer Schulzeit spielte sie in Sydney und in Neuseeland. Mit einem Stipendium ging sie in die Vereinigten Staaten und gewann mit der Mannschaft der UCLA die College-Meisterschaft 1995. Später war sie unter anderem sieben Saisons halbprofessionell in Japan aktiv. Die Saison 2001 musste sie wegen der Geburt ihres ersten Kindes ausfallen lassen.
Ihre erste internationale Medaille gewann sie mit der australischen Nationalmannschaft bei der Weltmeisterschaft 1994, als die Australier die Bronzemedaille hinter den Mannschaften aus den Vereinigten Staaten und der Volksrepublik China gewannen. Bei der olympischen Softball-Premiere 1996 in Atlanta gewann das Team aus den Vereinigten Staaten in der Vorrunde sechs von sieben Spielen und unterlag nur den Australierinnen. Nach einem Sieg über die Japanerinnen und einer Niederlage gegen die Chinesinnen waren die Australierinnen Olympiadritte. Harding wurde als Pitcher oder Designated Hitter in acht Spielen eingesetzt.
Bei der Weltmeisterschaft 1998 wurden die Australier Zweite hinter der Mannschaft aus den Vereinigten Staaten und vor den Japanerinnen. Zwei Jahre später beim Olympiaturnier 2000 in Sydney wurden die Australierinnen in der Vorrunde Zweite hinter den Japanerinnen. Nach Niederlagen gegen die Japanerinnen und gegen das Team aus den Vereinigten Staaten wurden die Australierinnen wieder Olympiadritte. Harding wirkte in sechs Begegnungen mit. 2004 in Athen wurden die Australierinnen in der Vorrunde Zweite hinter Mannschaft aus den Vereinigten Staaten. Mit einem Sieg gegen die Japanerinnen erreichten sie das Finale und gewannen die Silbermedaille hinter der Mannschaft aus den USA. Im Finale unterlagen die Australierinnen mit 1:5. Harding war in sieben Partien dabei.
2006 wurden die Australierinnen bei der Weltmeisterschaft Dritte hinter den USA und Japan. Beim Olympiaturnier 2008 in Peking wurden die Australierinnen in der Vorrunde Dritte. Nach einem Sieg über die Kanadierinnen und einer Niederlage gegen die Japanerinnen erhielten die Australierinnen die Bronzemedaille. Harding war in fünf Spielen dabei. Außer Harding wirkten auch Melanie Roche und Natalie Ward bei den vier olympischen Medaillengewinnen von 1996 bis 2008 mit.
2022 wurde Tanya Harding in die Sport Australia Hall of Fame aufgenommen.